# 산화 철(II,III)
산화 철(II,III) (Iron(II,III) oxide) 또는 사산화삼철(4산화3철) 또는 흑색 산화철(black iron oxide)은 Fe3O4 또는 FeO·Fe2O3라는 화학식을 갖는 화합물이다.

## 같이 보기
- 산화 철
- 산화 철(II)
- 산화 철(III)